# Mathieu Nebra
Mathieu Nebra, né le 5 août 1985 à Montpellier (France) est un entrepreneur français.
Il est le cofondateur d'OpenClassrooms, un site web de formation en ligne. Il est à la fois rédacteur, producteur de cours et travaille également au développement stratégique de l'entreprise.
Mathieu Nebra est l'auteur de nombreux cours en ligne (MOOC) dédiés à différents langages de programmation (HTML5, CSS3, PHP, C, C++). Certains de ses cours ont été adaptés au format papier.

## Biographie

### Enfance et formation
Né en 1985 à Montpellier, dans l'Hérault, Mathieu Nebra est le fils de Martine Nebra, institutrice, et Michel Nebra, entrepreneur.
Après un baccalauréat scientifique obtenu en 2003, il entame des études d'ingénieur à l'EFREI. Il obtient un diplôme d'ingénieur en systèmes d'information en 2008.

### Du Site du Zéro à OpenClassrooms
A l'âge de 13 ans, passionné d'informatique, Mathieu Nebra souhaite apprendre à créer un site web. Confronté à l'absence de ressources accessibles au grand public dédiées à la programmation web, il se procure un livre destiné aux professionnels et entreprend d'en faire un cours en ligne. Il crée alors, en 1999, un site web, le Site du Zéro, sur lequel il publie son premier cours en ligne, gratuit et participatif, sous le pseudonyme M@teo21. Le site va rencontrer un succès important grâce au bouche-à-oreille notamment.
En parallèle de ses études, il poursuit le développement du Site du Zéro et crée en 2007 la société Simple IT avec Pierre Dubuc.
En 2013, le Site du Zéro change de nom et devient OpenClassrooms,. Ce changement de nom s'accompagne en 2015 d'un changement d'échelle, avec un développement international, et d'un changement de modèle. Les cours sont désormais rédigés exclusivement par des professionnels et de véritables parcours de formations diplômants sont mis en place, grâce à des financements publics.
OpenClassrooms est en 2021 le « leader européen sur le marché de la formation en ligne » selon Le Figaro.

## Distinctions
- En 2015, il remporte le prix Innovators Under 35 (en) décerné par le magazine américain MIT Technology Review[13],[14].
- En 2021, il remporte, avec Pierre Dubuc, le Prix de l’Entrepreneur de l'Année – Ernst & Young Entrepreneur of the Year Award (en) – dans la catégorie Start-Up, décerné par le cabinet EY[15].